# ASL Airlines Hungary
ASL Airlines Hungary war eine ungarische Frachtfluggesellschaft mit Sitz in Budapest und Basis auf dem Flughafen Budapest. Sie ist eine Tochtergesellschaft der ASL Aviation Group.

## Geschichte

Fokker F27-500 der Farnair Hungary 2006 am Flughafen Zürich

Die Fluggesellschaft wurde 1990 als NAWA Air Transport gegründet und hat im selben Jahr den Flugbetrieb aufgenommen. Im Jahr 1993 kaufte Farner Air Transport (später Farnair) das Unternehmen und benannte es in Farner Air Transport Hungary um. Die Fluggesellschaft wurde 1997 in Farnair Hungary umbenannt.
Im Dezember 2014 wurde das Unternehmen als Teil der Mutterfirma Farnair Switzerland von der belgisch-irischen ASL Aviation Group übernommen.

## Flugziele
ASL Airlines Hungary bot Fracht- und Passagierflüge im Express-, Ad-hoc- oder Charterdienst an. 

## Flotte
Mit Stand 15. Juli 2022 besitzt die Fluggesellschaft keine eigenen Flugzeuge.
Die Flotte der ASL Airlines Hungary wurde in die ASL Irland integriert und bietet heute nur noch interne Dienstleistungen für die Fluggesellschaften von ASL an. Dazu gehören Flugbesatzungsgestellung, Wartungsmanagement, Logistik und Personaldienstleistungen.

### Flotte bei Betriebseinstellung
Mit Stand Juni 2021 bestand die Flotte der ASL Airlines Hungary aus fünf Flugzeugen mit einem Durchschnittsalter von 29,4 Jahren:
| Flugzeugtyp      | Anzahl | bestellt | Anmerkungen |
| ---------------- | ------ | -------- | ----------- |
| Boeing 737-400SF | 5      |          |             |
| Gesamt           | 5      | -        |             |

## Zwischenfälle

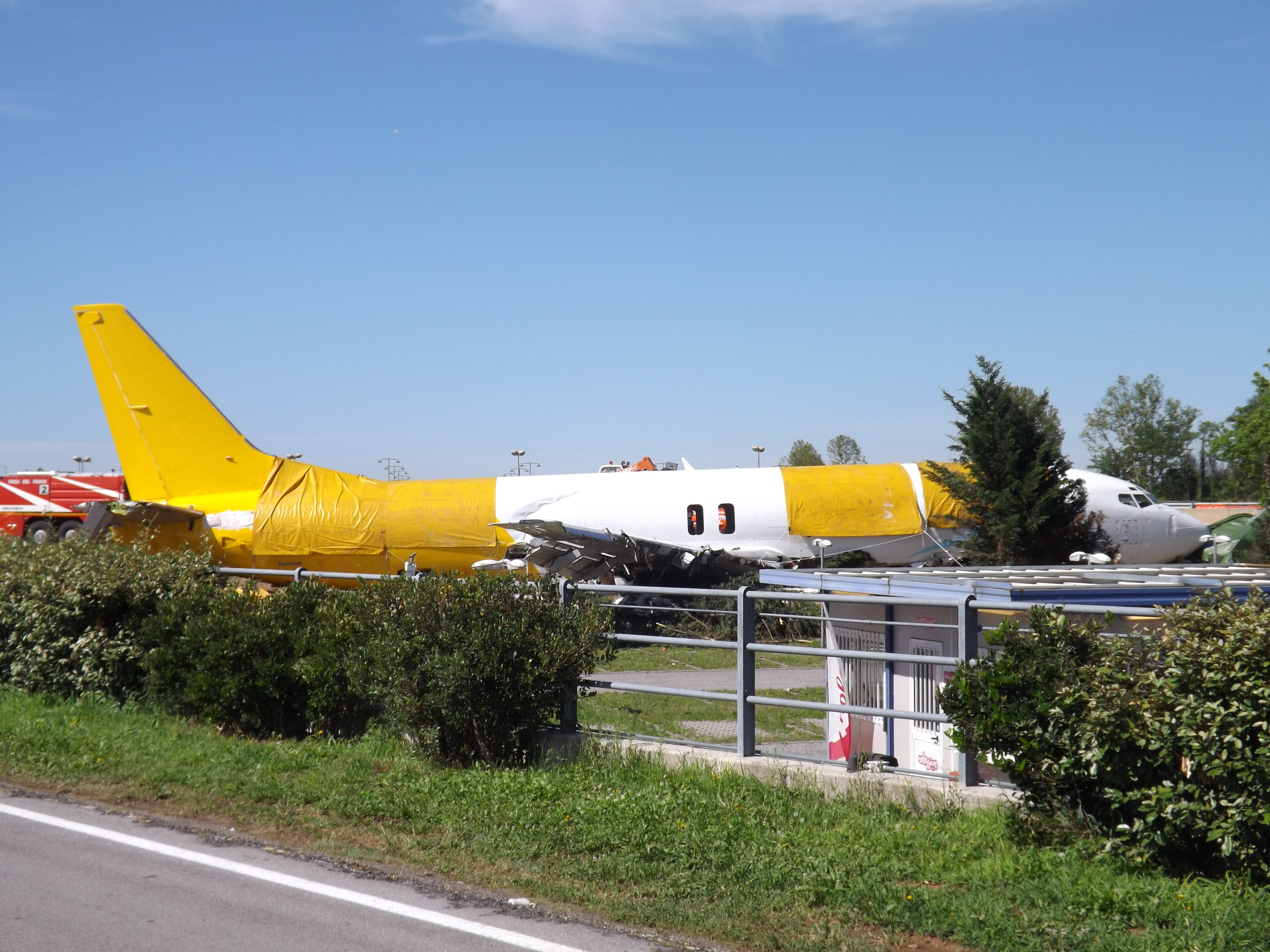

- Am 5. August 2016 schoss eine aus Paris kommende Boeing 737-400SF mit dem Luftfahrzeugkennzeichen HA-FAX auf dem Flughafen Bergamo über die Landebahn hinaus, durchbrach eine Leitplanke und kam erst auf einer viel befahrenen Straße zum Stehen. Die beiden Piloten wurden verletzt. Das Flugzeug befand sich im Auftrag von DHL auf dem EAT-Flug 7332. Zum Zeitpunkt des Unglücks herrschten am Flughafen Bergamo schlechte Wetterbedingungen.[5]